# NGC 7642
NGC 7642 is een spiraalvormig sterrenstelsel in het sterrenbeeld Vissen. Het hemelobject werd op 19 oktober 1864 ontdekt door de Duitse astronoom Albert Marth.

## Synoniemen
- UGC 12560
- MCG 0-59-35
- ZWG 380.48
- IRAS 23202+0109
- PGC 71264